# Dinastia valentiniana
La Dinastia valentiniana, governà l'Imperi Romà d'Occident de l'any 364 a 392 i l'Imperi Romà d'Orient de l'any 364 a 378. Va ser fundada per Valentinià I.
Valentinià va ser escollit per l'estat major de l'exèrcit romà.
- emperadors occidentals:
  - Valentinià I (364-375)
  - els seus fills Gracià (375-383) i Valentinià II (375-392)
- emperadors orientals:
  - Valent, germà de Valentinià (364-378).
  - Teodosi I, gendre de Valentinià